# Vena iliaca interna

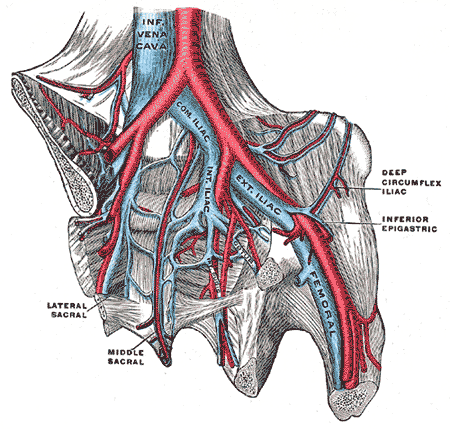
Vena iliaca interna

De Vena iliaca interna is een ader die bloed van de heup naar het hart brengt. Ze mondt uit in de Vena iliaca communis (gemeenschappelijke heupader). De ader ontspringt bij het foramen ischiadicum major.